# Yogh

Yogh maiuscola (sinistra), yogh minuscola (destra)

La lettera yogh (Ȝ ȝ; in medio inglese ȝogh) veniva usata nel medio inglese e nel medio scozzese per la semiconsonante palatale /j/ (come la i di iuta) e vari fonemi velari. I fonemi velari sono suoni che vengono prodotti premendo la parte posteriore della lingua contro la parte molle del palato (il velo palatino, appunto), come ad esempio la c dura di cane (IPA [k]), la g dura di gatto (IPA [ɡ]) e la n velare di panca (IPA [ŋ]).
Nella scrittura del medio inglese la z tagliata è praticamente indistinguibile dalla yogh e di conseguenza alcune parole dello scots sostituiscono la yogh con una z.
Yogh è disegnata in maniera simile al numero arabo tre (3), dal quale viene a volte sostituita nei lavori presenti in rete. L'utilizzo di questa lettera nella letteratura non è univoco, causando spesso confusione, e l'inglese al momento è ancora lontano da uno standard.

## Pronuncia
La forma insulare della G — pronunciata anche [joʊk], [joʊɡ], [joʊ] o [joʊx] — giunse nell'antico inglese tramite l'irlandese. È stata usata per /ɡ/ e vari altri allofoni — incluso [ɡ] e la fricativa velare sonora [ɣ] — così come per il fonema /j/ (y nell'ortografia inglese moderna). Nel medio inglese si trasforma nella yogh, che è usata per il fonema /x/ ed anche in niȝt (night, pronunciata così come è scritta: [nixt]). Talvolta, la yogh rappresenta /j/ o /w/, come nella parola ȝoȝelinge [ˈjaʊlɪŋɡe] = yowling.

## Storia

### VIII - XI secolo
Nei manoscritti in antico inglese (VIII–XI secolo), la lettera g si tracciava come mostrato nell'illustrazione (fig. 1). Si riconosce l'occhio di una g nella grafia onciale insulare d'Irlanda: sono in effetti i missionari irlandesi che, portando il Cristianesimo e i suoi testi, hanno trasmesso l'alfabeto latino agli Anglo-Sassoni, scrittura che ha sostituito l'alfabeto runico. La forma, sotto la penna degli scribi anglosassoni, è diventata in medio inglese una nuova lettera, ȝ (fig. 2).
Ecco due esempi di testi in antico inglese più uno in medio inglese. L'esemplare 1 è tratto dal Beowulf (date di redazione del manoscritto unico: X secolo), l'esemplare 2 da un poema scritto nel XIII secolo, The Owl and the Nightingale. La prima linea mostra la grafia dei manoscritti (la g onciale insulare e la yogh sono in rosso), la seconda linea una versione che utilizza l'alfabeto latino normale. Notare la g onciale maiuscola e la presenza di altre lettere antiche come Þ (thorn) o wynn nel testo in antico inglese:

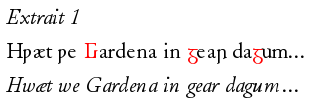
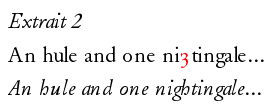

Ecco, tratti da una fotografia del manoscritto del Beowulf (stesso esemplare), la lettera g onciale irlandese nelle due dimensioni:

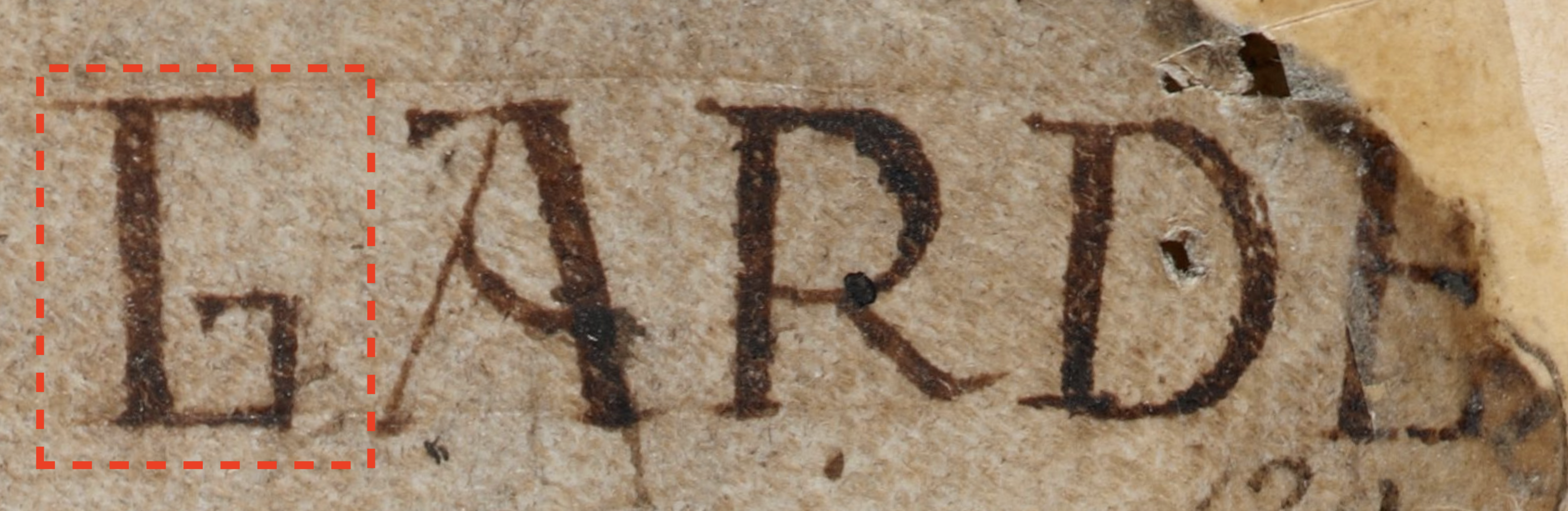
GARDE[NA]
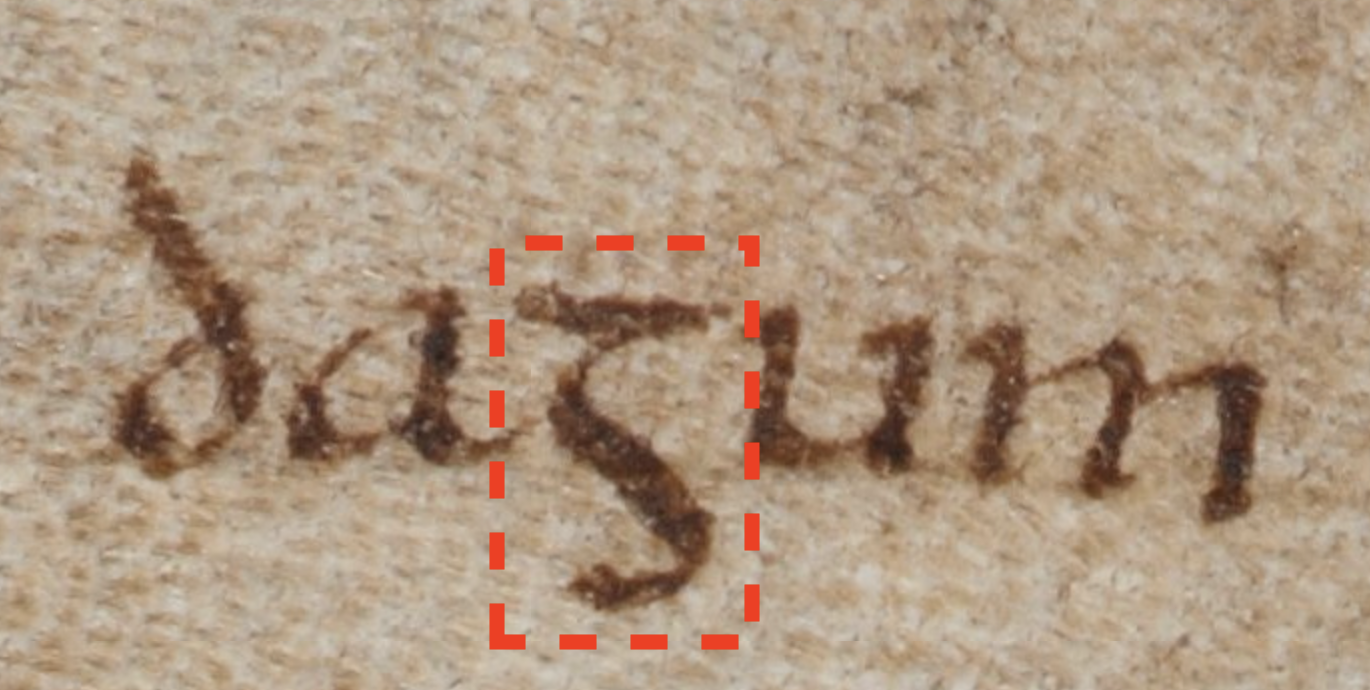
dagum

Nel cornico medievale manoscritto yogh è usata per rappresentare la fricativa dentale sonora: ȝoȝo, adesso scritto dhodho, pronunciato [ðoðo].

### XII - XV secolo
È nel corso del periodo del medio inglese (XII – XV secolo), dopo l'invasione normanna, che la yogh, come le altre lettere germaniche, spariscono progressivamente, sostituite da g, y o il digrafo gh a fine parola, in parte perché l'utilizzo di queste lettere era sconosciuto da parte degli scribi anglo-normanni ed anche perché questi scribi disprezzavano i caratteri non-latini. L'ignoranza della sua specificità talvolta portò gli scribi a confondere yogh e z e ad utilizzare quest'ultima al posto della lettera particolare (lo stesso successe con y che sostituì þ). Ancora la varietà della pronuncia elaborata, come evidenziato da cough, trough e though. Il processo di sostituzione della yogh con il gh si svolse lentamente e non fu completato prima della fine del XV secolo. Non tutte le parole inglesi che contengono una gh erano originariamente scritte con la yogh: per esempio spaghetti è una parola italiana, dove l'h rende il suono della g duro (ad esempio [ɡ] invece di [dʒ]); ghoul è arabo, dove il gh rappresenta il suono /ɣ/.
L'autore medievale Orm usa questa lettera in tre modi quando scrive in antico inglese. Di per sé rappresenta /j/ ma viene usata come lettera y in "yet". Doppia vale /i/, perciò la parte finale di "may" viene scritta con due yogh. Infine il digrafo della yogh seguita da un'h rappresenta /ɣ/.
Nel tardo periodo del medio inglese la yogh non veniva più usata: niȝt può essere pronunciato night. Il medio inglese reimportò la G nella forma francese per /ɡ/.

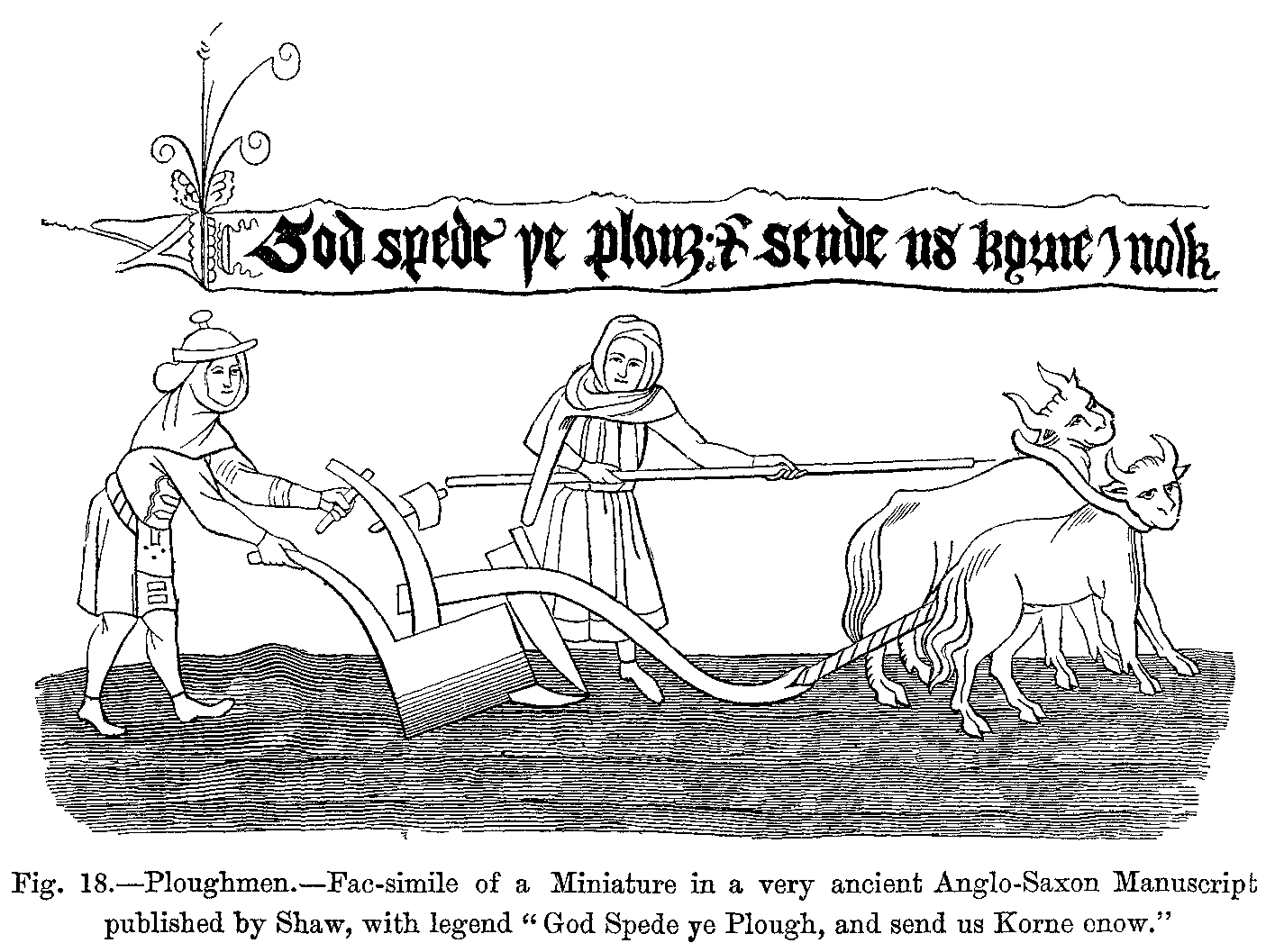
Yogh usata per //x//: God spede þe plouȝ: & sende us korne inow

### Dopo lo sviluppo della stampa
Il glifo yogh può essere trovato nei cognomi che iniziano per Y in Scozia e Irlanda, per cui il cognome Yeoman viene talvolta scritto ȝeman. Siccome la forma della yogh è identica a quella di alcune varietà della lettera z scritta a mano, la z rimpiazzò la yogh in molte parole scozzesi quando la pressa tipografica venne introdotta. Molte delle famiglie di caratteri usati nella stampa moderna non comprendono la lettera yogh, risultato della sostituzione con la lettera z.

## Utilizzo
Nota: la trascrizione fonetica è in IPA.
L'antico inglese non aveva la yogh ma una g venuta dalla scrittura irlandese che serviva a trascrivere un'antica *g proto-germanica. Ora, questo fonema aveva in antico inglese numerosi allofoni. Si poteva avere:
- [j] (i semiconsonantica di iuta) davanti o dopo alle lettere i, æ, e e y (salvo se a, o o u la seguivano direttamente) ;
- [ʤ] (g dolce di gioco) dopo n o nel digramma cg ;
- [ɣ] tra vocali se a, o o u la seguono o dopo consonanti e davanti a queste vocali;
- [g] a inizio di parola davanti a una consonante o alle vocali a, o e u.

Esistono comunque delle eccezioni.
In medio inglese, la lettera onciale e ancora utilizzata ma prende una nuova forma (fig. 2), una specie di z corsiva che viene denominata yogh. Quando assume il suono di [g] (e anche di [dʒ]), gli scriba anglo-normanni gli preferiranno la lettera carolina g che utilizzavano sul continente. La yogh sarà solo usata per i suoni che gli usi anglonormanni non prevedono:
- [j] antica risultato della g antica inglese ;
- [w] risultato di un'antica [ɣ] (suono che non ha avuto prosecuzione nel medio inglese). L'ortografia a in questi casi talvolta conservato per tradizione una yogh dove ci si sarebbe aspettato una wynn (o una uu o ancora w): fēolaga [feːəlɑɣɑ] →  felaȝ(e) [feːlaw(ə)] → fellow ['feləʊ] «compagno»;
- il fonema /x/ a fine parola o davanti ad una consonante sorda (che dà [x] o [ç], a seconda della vocale precedente, come ch nel tedesco Nacht o ich), scritta con davanti di preferenza una h: antico inglese niht → medio inglese niȝt, tutti e due i casi danno /nixt/ [niçt] (attualmente [naɪ̯t]) «notte».

Inoltre il medio inglese ha due varianti della lettera g: la yogh (pronunciata [j], [x] e [w]) proveniente dalla g onciale antica inglese e la g continentale portata dagli scriba normanni ([g] e [ʤ]).
Tra il XIII e il XV secolo, y per [j] e gh per [x] sostituiranno poco a poco yogh in tutti gli usi. Il fonema [x] in fine di parola, in più, diventerà muto, salvo che in qualche caso in cui evolverà in [f]. L'ortografia ne porta le tracce: antico inglese: þurh [θurx] → medio: þruȝ poi through [θrʊx]  (notare la metatesi delle consonanti) → moderno: through [θɹuː] «attraverso». L'ortografia attuale non testimonia dell'antica presenza della yogh che per il digramma gh.
La lettera yogh non serve infatti che molto poco ai linguisti: questi preferiscono in effetti utilizzare simboli meno ambigui, quali j o χ (consultare Trascrizione delle lingue germaniche), ecc. Al contrario è in filologia, nella traslitterazione dei manoscritti, che trova il suo significato.

## Elenco delle parole dove è presente una yogh
Queste sono le parole che contengono una yogh al loro interno. Nessuna di queste è ancora in uso. 
- niȝt ("night")
- yȝe ("eye")
- ȝha ("yea")
- yhalȝed ("hallowed")
- ȝhat ("gate")
- ȝhe(i)d(e) (passato di "go")
- yȝ(e/i)ld(e), yȝened (participio passato di "yield" e "yean")
- yherber(e)ȝed ("harboured")
- ȝhere ("ear")
- yhyȝed ("hastened")
- ȝiefte ("gift")
- ȝise ("yes")
- ȝista(i/y) ("yesterday")
- ȝister- ("yester-")
- ȝit(e) ("yet")
- ȝive ("give" o "if")

## La lettera scozzese <z> rappresenta <ȝ>
gaberlunzie, 'a licensed beggar', tuilzie, 'a fight', capercailzie (da capall-coille, adesso normalmente scritto capercaillie in inglese); "Shetland" venne anche scritto "Zetland" per un certo numero di anni, una possibile corruzione dell'antico norvegese "Hjaltiland".
- Culzean — culain (IPA /kʌˈleɪn/)
- Dalziel — pronunciato dīyèl (IPA /diːˈɛl/), dal gaelico Dail-gheal; anche scritto Dalyell.
- Finzean — pronunciato fingen (IPA /ˈfɪŋən/)
- Glenzier — pronunciato glinger (IPA /ɡlɪŋər/)
- MacKenzie — originariamente pronunciato makenyie (IPA /məkˈenjɪ/), dal gaelico MacCoinnich; adesso normalmente pronunciato con la /z/
- Menzies — più correttamente pronunciato mingis (IPA /ˈmɪŋɪs/), dal gaelico Mèinnearach; ora controversialmente anche pronunciato con la /z/
- Winzet — pronunciato winyet (IPA /ˈwɪnjət/)
- Zetland — nome per le Shetland fino al 1970. I codici postali delle Shetland iniziano con le lettere ZE.

La città di Hamilton, South Lanarkshire, era in precedenza chiamata Cadzow; e la parola Cadzow continua ad essere attualmente in molti nomi di vie e altre denominazioni, ad esempio Cadzow Castle.

## Codifica informatica
La grafia in antico inglese di g viene talvolta resa nelle edizione filologiche moderne tramite una ezh (o una ezh arricciata: ʓ) ; esiste un carattere più adatto che un vero ezh, ed è ᴣ U+1D23, che comunque viene raramente inclusa nelle famiglie di caratteri. Si potrà quindi scrivere ʒear / ʓear / ᴣear per gear, che viene trascritto in modo più semplice come gēar. La parola è divenuta ȝere (yere) in medio inglese, da year « anno ». Viene utilizzato talvolta oggigiorno per l'attivo inglese, ȝ, anche se questo è un anacronismo.
La norma Unicode, all'inizio non distingueva la yogh ȝ dall'ezh ʒ, ambedue erano state codificate come ezh, non si tratta comunque dello stesso carattere. L'errore è stato corretto nella 3ª versione dell'Unicode. Le lettere maiuscola e minuscola Ȝ, ȝ sono rappresentate in Unicode dai codici U+021C e U+021D rispettivamente. Inoltre:
- Ȝ maiuscola
  - UTF-8: 0xC8 0x9D ;
  - UTF-8 octal: \310\235 ;
  - reference HTML: &#541; ;
- ȝ minuscola
  - UTF-8: 0xC8 0x9C ;
  - UTF-8 octal: \310\234
  - reference HTML: &#540;.

## In Egittologia
Un sistema di traslitterazione basato sull'Unicode adottato dall'Institut Français d'Archéologie Orientale suggerisce di usare il carattere Unicode ȝ come traslitterazione del glifo antico egizio "aleph", 
| A |

.
Il simbolo attualmente usato nell'egittologia è , due semicerchi aperti sulla sinistra, anche rappresentati dal numero 3 per ragioni tecniche, al quale l'Unicode 5.0 non ha assegnato un apposito codice.